# Kardinalska imenovanja pape Inocenta VII.
Papa Inocent VII. za vrijeme svoga pontifikata (1404. – 1405.) održao je 1 konzistorij na kojemu je imenovao ukupno 11 kardinala.

## Konzistorij 12. lipnja 1405. (I.)
1. Corrado Caracciolo, miletski biskup
2. Angelo Correr, latinski carigradski patrijarh[a]
3. Francesco Uguccione, bordoški nadbiskup, Francuska
4. Giordano Orsini, napuljski nadbiskup
5. Giovanni Migliorati, nećak Njegove Svetosti, ravenski nadbiskup
6. Pietro Filargis, O.F.M., milanski nadbiskup[b]
7. Antonio Arcioni, biskup Ascoli Picena
8. Antonio Calvi, todijski biskup
9. Oddone Colonna, apostolski protonotar[c]
10. Pietro Stefaneschi, apostolski protonotar
11. Jean Gilles, prepozit u Liègeu, legat u biskupijama Koln, Trier i Reims